# Bob Saget
Robert Lane "'Bob" Saget (Philadelphia, 17. svibnja, 1956. - 9. siječnja 2022.), bio je američki glumac. Najpoznatiji je po ulozi Dannyja Tannera u serijama Puna kuća i Punija kuća.

## Vanjske poveznice
- Bob Saget u internetskoj bazi filmova IMDb-u (engl.)